# Football Club Mulhouse Basket
Il Football Club Mulhouse Basket è una società cestistica avente sede a Mulhouse, in Francia.

## Storia
Fondata nel 1949 all'interno della polisportiva Football Club de Mulhouse ha avuto il suo momento di massimo splendore negli anni 1980 e 1990, vincendo il Tournoi des As 1989 e partecipando, a livello europeo, alla Coppa delle Coppe 1989-1990 e alla Coppa Korać 1990-1991. Oggi gioca nelle serie dilettantistiche del campionato francese.

## Palmarès
- Tournoi des As: 1

1989

## Cestisti
- Ron Davis 1987-1990
- Maxime Jaquier 2003-2004